# Eupatorium fistulosum
Espèce
Classification phylogénétique
Eupatorium fistulosum est une espèce de plante à fleur de la famille des Asteraceae. Elle est originaire d'Amérique du Nord, est présente dans le Sud-Est du Canada et dans l'Est et le centre des États-Unis. C'est une herbacée vivace atteignant 1,5 à 3 m de hauteur, qui se rencontre dans les sols riches et humides le long des fossés et les marais, ou dans les forêts humides. Elle fleurit du milieu de l'été au premières gelées et attire pour les papillons, les abeilles, et d'autres insectes se nourrissant du nectar.